# Separatoppia acutipes
Separatoppia acutipes är en kvalsterart som först beskrevs av Warburton 1912.  Separatoppia acutipes ingår i släktet Separatoppia och familjen Oppiidae. Inga underarter finns listade i Catalogue of Life.